# Erzbistum Gagnoa
Das Erzbistum Gagnoa (lateinisch Archidioecesis Gagnoaensis) ist eine römisch-katholische Erzdiözese mit Sitz in Gagnoa an der Elfenbeinküste. Es umfasst die Regionen Sud-Bandama und Fromager.

## Geschichte
Papst Pius XII. gründete mit der Bulle Sanctissimum ac gravissimum das Bistum am 25. Juni 1956 aus Gebietsabtretungen des Bistums Daloa und es wurde dem Erzbistum Abidjan als Suffraganbistum unterstellt.
Am 23. Oktober 1989 verlor es einen Teil seines Territoriums zugunsten der Errichtung des Bistums San Pedro-en-Côte d’Ivoire. Mit der Apostolischen Konstitution Cum in Litore Eburneo wurde es am 19. Dezember 1994 in den Rang eines Metropolitanerzbistums erhoben.

## Ordinarien

### Bischöfe von Gagnoa
- Jean Marie Etrillard SMA (4. Juli 1956 – 11. März 1971)
- Noël Kokora-Tekry (11. März 1971 – 19. Dezember 1994)

### Erzbischöfe von Gagnoa
- Noël Kokora-Tekry (19. Dezember 1994 – 15. Mai 2001)
- Jean-Pierre Kutwa (15. Mai 2001 – 2. Mai 2006, dann Erzbischof von Abidjan)
- Barthélémy Djabla (21. Juli 2006 – 15. September 2008)
- Joseph Yapo Aké (22. November 2008 – 4. Oktober 2023)
- Jean-Jacques Koffi Oi Koffi (ernannt am 8. April 2025)

## Statistik
| Jahr | Bevölkerung | Bevölkerung | Bevölkerung | Priester   | Priester           | Priester         | Priester               | Ständige Diakone | Ordensleute | Ordensleute | Pfarreien |
| Jahr | Katholiken  | Einwohner   | %           | Gesamtzahl | Diözesan- priester | Ordens- priester | Katholiken je Priester | Ständige Diakone | männlich    | weiblich    | Pfarreien |
| ---- | ----------- | ----------- | ----------- | ---------- | ------------------ | ---------------- | ---------------------- | ---------------- | ----------- | ----------- | --------- |
| 1969 | 71.804      | 442.144     | 16,2        | 84         | 48                 | 36               | 854                    |                  | 47          | 41          | 18        |
| 1980 | 111.000     | 987.000     | 11,2        | 43         | 14                 | 29               | 2.581                  |                  | 36          | 61          | 22        |
| 1990 | 102.666     | 750.000     | 13,7        | 41         | 35                 | 6                | 2.504                  |                  | 15          | 45          | 17        |
| 1999 | 128.000     | 1.157.000   | 11,1        | 64         | 61                 | 3                | 2.000                  |                  | 17          | 61          | 26        |
| 2000 | 122.032     | 1.091.046   | 11,2        | 69         | 63                 | 6                | 1.768                  |                  | 16          | 50          | 29        |
| 2001 | 127.887     | 1.141.769   | 11,2        | 72         | 65                 | 7                | 1.776                  |                  | 18          | 49          | 29        |
| 2004 | 133.920     | 1.362.694   | 9,8         | 87         | 80                 | 7                | 1.539                  |                  | 18          | 49          | 30        |
| 2006 | 144.000     | 1.425.000   | 10,1        | 114        | 112                | 2                | 1.263                  |                  | 10          | 53          | 34        |